# Samurai 8
Samurai 8: o conto de Hachimaru (サムライ8 八丸伝, Samurai Eito Hachimaruden) é uma série de mangá criada e escrita por Masashi Kishimoto criador de Naruto  e ilustrada por Akira Okubo. Começou a ser publicada em maio de 2019, na 24ª edição da Weekly Shōnen Jump no Japão, Masashi Kishimoto estava muito animado com o novo mangá, considerando a obra do seus sonhos, uma vez que o próprio gosta de samurais e ficção científica, porem nunca teve a oportunidade ate o perante momento, o mangá se encontra  cancelado.

## Sinopse
Hachimaru é um garoto com deficiência que sempre necessitou de cuidados, quando é chegada o fim da galáxia, Hachimaru parte em busca da caixa de pandora deixada pelo deus Fudo Myo-o, essa caixa tem a solução para a galáxia, porem para abrir ele precisa antes encontrar as sete chaves.

## Cancelamento do mangá
Cancelado em 1 de maio de 2020 devido as baixas vendas, uma vez que o terceiro volume não conseguia superar 10 mil copias, o quinto volume foi o ultimo do mangá, contabilizando 48 capítulos, Masashi Kishimoto tinha expectativa de produzir 10 volumes.

## Lista de capítulos do mangá
1. "A primeira chave" (1つめの鍵 Ichi-tsume no Kagi)
2. "Visitante do céu" (空からの訪問者 Sora kara no Hōmon-sha)
3. "Corte o tanque bolo!" (戦車入刀 Sensha Nyūtō)
4. "Uma briga entre pai e filho" (親子ゲンカ Oyako Genka)
5. "Partida" (出発 Shuppatsu)